# Sophrops arrowi
Sophrops arrowi är en skalbaggsart som beskrevs av Frey 1973. Sophrops arrowi ingår i släktet Sophrops och familjen Melolonthidae. Inga underarter finns listade i Catalogue of Life.